# Курчиця
Ку́рчиця — село в Україні, у Звягельському районі Житомирської області. Населення становить 554 осіб.

## Історія

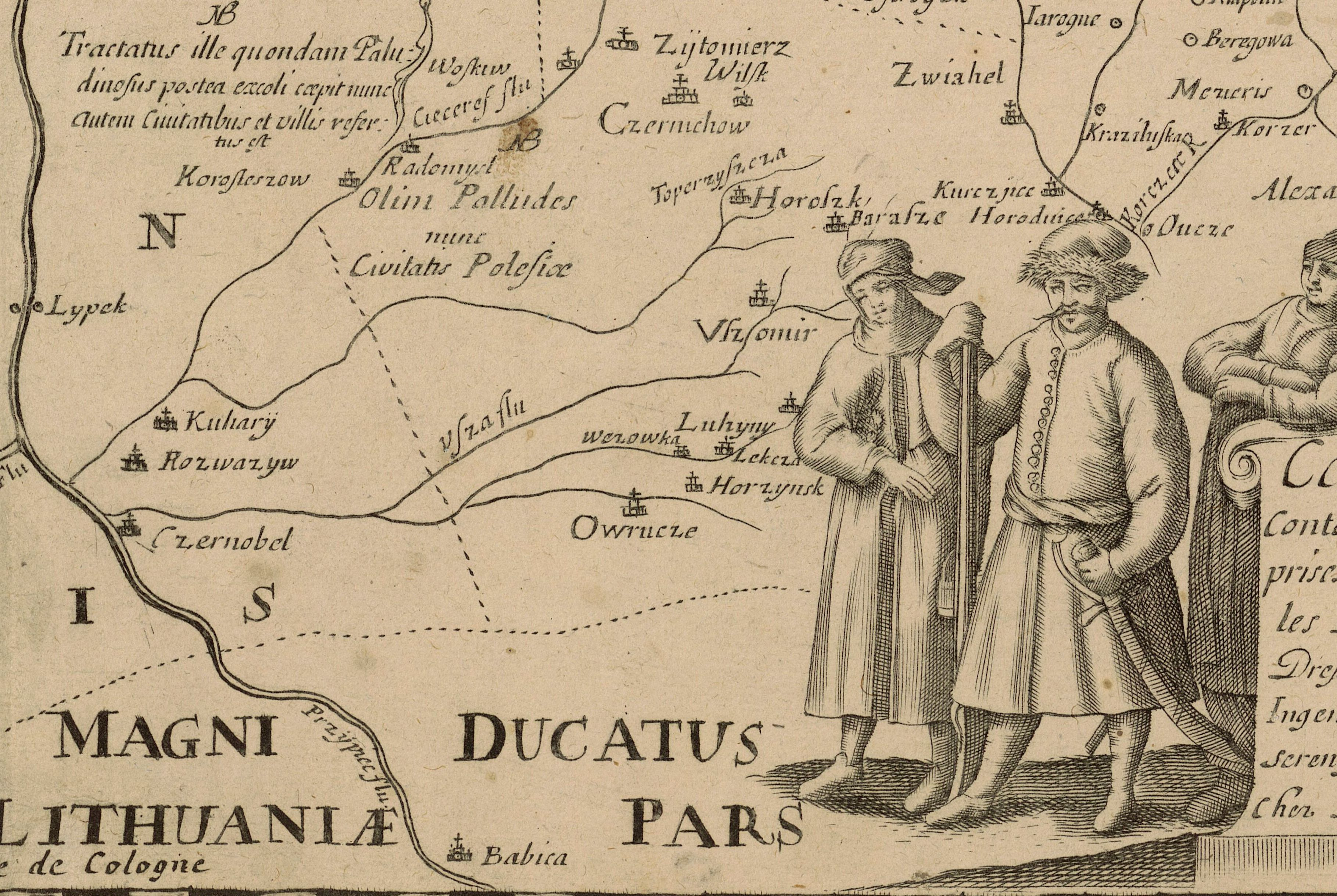
Курчиці на мапі Боплана, 1648 рік

Колишня назва Курчиці, село Городницької волості Новоград-Волинського повіту Волинської губернії. Відстань від повітового міста 25 верст, від волості 12. Дворів 157, мешканців 951.
В кінці 19 століття там було 232 селян, 1080 десятин селянської землі. Належало колись до Курчинських маєтків, які мали 7682 десятин землі. За переписом 1911 року в селі було 1875 мешканців, горільчана крамниця, тартак і скляна гута.
15 серпня 1943 року село було спалене нацистськими окупантами повністю, загинуло 33 жителі.
До 2016 року орган місцевого самоврядування — Курчицька сільська рада.

## Пам'ятники
Меморіал «Партизанський дуб» розташований на околиці лісового масиву села Курчиця, біля шосе Городниця-Новоград-Волинський (4 км на схід). Споруджений 1974 року.

## Видатні уродженці
- Гелена Мнішек (1878—1943) — польська письменниця.